# Pavillon Guy-Lafleur
Le Pavillon Guy-Lafleur, anciennement le Pavillon de la Jeunesse (1969-2024) ou Pavillon de l'agriculture (1931-1969) est un complexe sportif situé à Québec, au Canada. Construit en 1931 sur les terrains de la Commission de l’exposition provinciale, aujourd'hui ExpoCité, il a rouvert ses portes en 2007, après des rénovations ayant coûté 14 millions $CAN. Il est surtout reconnu comme étant le tout premier Colisée à Québec.

## Description
Ouvert en 1931, l'amphithéâtre, qui est plus ancien que l'actuel Colisée de Québec, compte entre 4 300 et 5 000 places selon la configuration utilisée pour le hockey sur glace et est par conséquent le deuxième plus gros aréna dans la ville de Québec puisque le Colisée (toujours existant) qui a une capacité de plus de 15 100 places a fermé définitivement ses portes depuis l'inauguration du Centre Vidéotron en 2015. 
Le Pavillon Guy-Lafleur a été le lieu à chaque mois d'août des jugements d'animaux dans le cadre du volet agricole d'Expo Québec. Il a également accueilli les Remparts de Québec de la Ligue de hockey junior majeur du Québec, au début de la saison 1980-1981, lors de rénovations au Colisée de Québec. Ces travaux ont été entrepris à la suite de l'arrivée des Nordiques dans la LNH, à partir de la saison précédente. Le Radio X de Québec de la Ligue nord-américaine de hockey et les Kebs de Québec de la Premier Basketball League y ont par la suite disputé leurs matchs locaux. Il a aussi servi pour les matchs de hockey de la saison 1 de la série de télé-réalité La Série Montréal-Québec.  De nombreux autres événements tels des congrès politiques, des spectacles musicaux, des confrontations sportives ou de lutte ou des célébrations religieuses y sont tenus au fil des ans. Au cours des années, l'aréna est le plateau de tournage du téléthon Opération Enfant Soleil.
La patinoire de l'aréna peut, en huit minutes, grâce à des bandes rétractables mécaniquement, être ajustée de la dimension de patinoire standard du hockey sur glace  nord-américain à celle du standard international,. Au Canada, seul le Saddledome de Calgary, utilisé lors des  Jeux olympiques d'hiver de 1988, permet aussi telle conversion. 
Lors des rénovations au Pavillon de la Jeunesse de 2006-2007, on a refait à neuf les vestiaires, les comptoirs de restauration, et on a aménagé des salons privés et une galerie de presse,. À la même occasion, 30 des 36 colonnes soutenant le bâtiment sont retirées.

## Histoire

### Ouverture à 1968
L'ancien Colisée est né d'une décision de l'administration de la ville de Québec, menée par le maire Lucien Borne, à la suite de la destruction par un incendie le 30 juin 1942 de l'Aréna du Parc Victoria. La commission de l'exposition provinciale fait donc modifier son pavillon de l’Agriculture (construit en 1930) et y installe une patinoire intérieure cette même année. Dans les années 1940, lors de l'Exposition provinciale, on y présente des revues musicales américaines de grande envergure, tels en 1943 les Roxyettes en provenance de New York, ou un grand spectacle, La Revue de la Victoire en 1945 pour célébrer la victoire alliée lors de la Seconde Guerre mondiale.  Les spectacles américains flamboyants de patins à roulettes du producteur Harold Steinman comme les Skating Vanities ou les Roller Follies y sont également présentés  à partir de 1947. Les activités de cet amphithéâtre appelé «Colisée » seront également interrompues par un incendie le 15 mars 1949. Cette première patinoire du pavillon de l’agriculture est une perte totale; les dégâts sont évalués, alors, à plus d’un million de dollars.

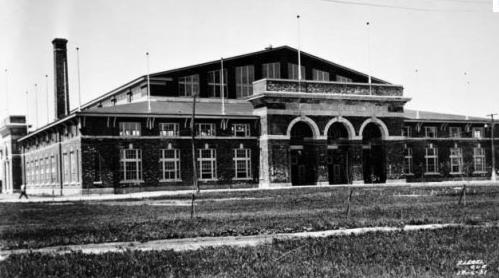
Le Pavillon de l'agriculture en 1931

Le pavillon de l’Agriculture sera reconstruit en 1950. Sans patinoire d'envergure à Québec, on entreprend alors la construction du Colisée de Québec à 10 000 places, qui sera érigé en moins d'un an. Par comparaison et en raison de ses dimensions moins imposantes que son successeur, le Colisée, le Palais de l'agriculture reçoit le surnom de Petit Colisée durant les deux décennies qui suivent. En 1967, lors de la présentation à Québec des premiers Jeux d'hiver du Canada du 11 au 19 février, le petit Colisée accueille une partie des compétitions. En 1968, ce sont les championnats canadiens de gymnastique qui s'y déroulent.

### 1969 à 2023
Le petit Colisée deviendra officiellement en 1969, le Pavillon de la Jeunesse, avec l'ajout d'une patinoire à glace artificielle.  L'Exposition provinciale, qui devient Expo Québec cette année-là, y présente un spectacle de Robert Charlebois qui fera fureur, le Show de l'année. Les championnats canadiens de curling se déroulent au Colisée et au Pavillon de la Jeunesse. En plus des jugements d'animaux qui y seront menés annuellement lors d'Expo Québec, le Pavillon de la jeunesse accueille également à cette occasion les spectacles de chevaux attelés.
De 1977 à 1996, le Pavillon de la jeunesse accueille durant quelques semaines par année, un Casino pour financer un événement de la région de Québec. 

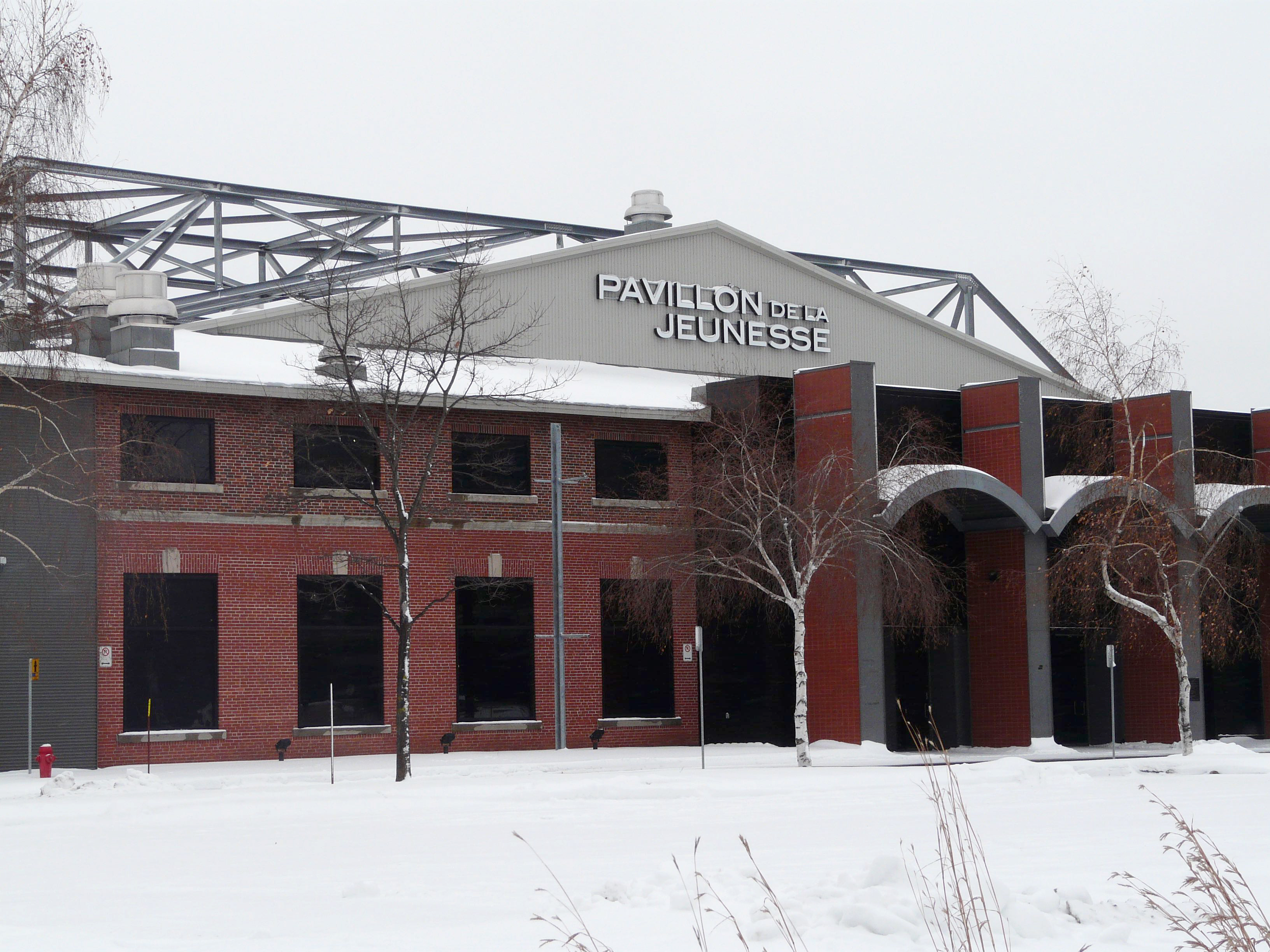
La façade principale en 2014

Dès 2004, en compagnie des pavillons D et E d'Expo-Cité, le Pavillon de la jeunesse est rendu disponible au Centre d'entraînement et de développement de la relève de Québec pour la pratique et l'entraînement de différents sports.
À partir de 2007, plusieurs compétitions internationales de sports de glace ont lieu au Pavillon de la jeunesse.  En patinage de vitesse sur courte piste, on y dispute en novembre 2007 les Internationaux Home Sense Patinage Canada; en février 2008, la Coupe du monde Samsung ISU courte piste Québec 2008 (deux records canadiens y sont alors établis); en octobre-novembre 2010, une étape de la coupe du monde de patinage courte piste.  Le curling fait son retour en 2007 alors qu'est présenté une étape du Grand Chelem de curling Capital One.  De 2007 à 2011, le Pavillon de la jeunesse accueille les parties locales de l'équipe professionnelle de basket-ball du Kebekwa de Québec.

### 2024 à aujourd'hui

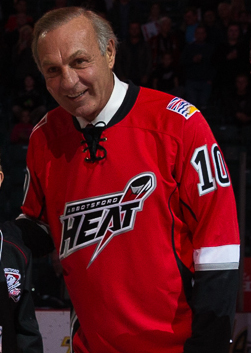
Le Pavillon de la jeunesse a été renommé en l'honneur de Guy Lafleur en 2024

Le 23 avril 2024, il est mentionné que la ville de Québec songe à renommer le Pavillon de la jeunesse en l'honneur de Guy Lafleur pour sa contribution à l'histoire de la région de Québec, notamment par sa contribution au hockey. Le 8 mai 2024 une conférence de presse a lieu pour officialiser le changement de nom du Pavillon en l'honneur de Guy Lafleur.

### Plaques historiques
Le 29 juin 1978 est dévoilé une plaque commémorative à Lionel Groulx par Les Amis de Lionel Groulx en hommage à son discours prononcé le 29 juin 1937, au Colisée de Québec, concernant le fait français au Québec

## Événements importants

### Divers
- 27 mai 1935 : Grand rassemblement international des Scouts et guides en présence du chef international Robert Baden-Powell[73]
- 8 décembre 1951 : Grande réunion mariale[74]
- 24-25 décembre 1951 : Messe de minuit[75]
- 07 mai 1981 : Grande rencontre diocésaine de Québec - Hommage au Cardinal Maurice Roy et salutations au nouvel Archévêque Louis-Albert Vachon[76].
- 28 janvier 2018 : Rassemblement spirituel en mémoire des victimes de l'Attentat de la grande mosquée de Québec de 2017[77].